# Missió de les Nacions Unides al Sudan del Sud
La Missió de les Nacions Unides al Sudan del Sud (també coneguda com a UNMISS per les seves sigles en anglès) és una força internacional de manteniment de la pau desplegada al Sudan del Sud des de juliol de 2011 i successora de la Missió de les Nacions Unides al Sudan després de la independència del país.

## Mandat
El mandat de la UNMISS va ser establert amb l'aprovació de la resolució 1996 del Consell de Seguretat de les Nacions Unides del 8 de juliol de 2011 i estès al 15 de juliol de 2013 per la Resolució 2057. S'hi s'estableixen com a objectius principals de la missió: el suport per a la consolidació de la pau; donar suport al govern del Sudan del Sud per a la prevenció, mitigació i solució dels conflictes i la protecció de civils; i donar suport al govern del Sudan del Sud per proporcionar la seguretat i justícia pròpia d'un Estat de dret.

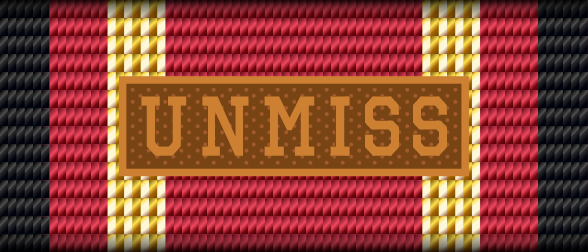
Distintiu d'UNMISS

Actualment les Nacions Unides mantenen dues missions sobre el territori de Sudan, que són la UNMISS i la Missió de les Nacions Unides al Sudan (UNMIS).

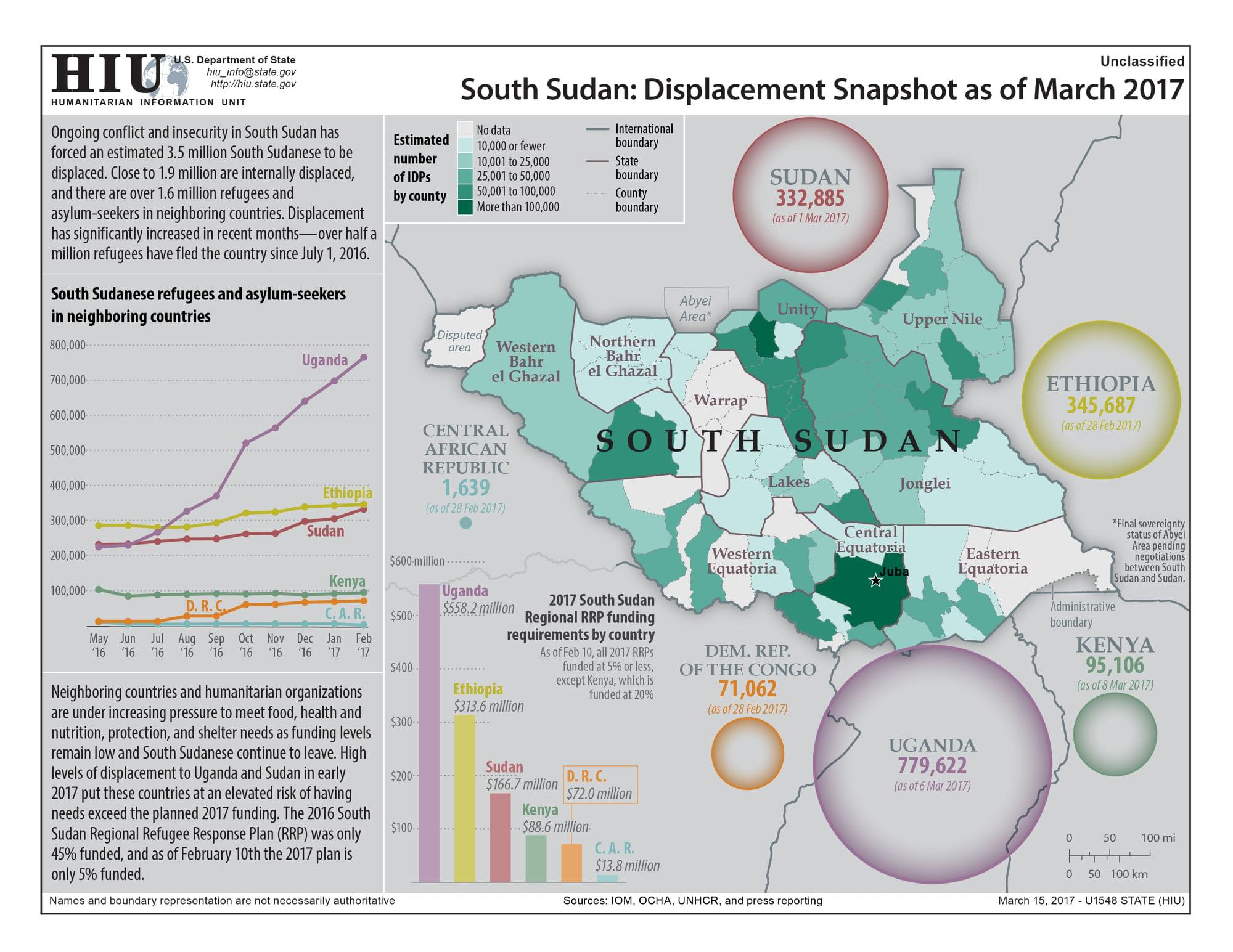
Desplaçats interns a Sudan del Sud (2017)

## Inici de conflicte de major complexitat
El Consell de Seguretat va determinar que la situació que enfrontava Sudan del Sud seguia constituint una amenaça per a la pau i la seguretat internacionals a la regió, i va establir la Missió d'Assistència de les Nacions Unides en la República de Sudan del Sud (UNMISS) per consolidar la pau i la seguretat, i contribuir a establir les condicions per al desenvolupament.
Després de la crisi que va esclatar a Sudan del Sud al desembre de 2013, el Consell de Seguretat, en la seva resolució el 27 de maig de 2014, va reforçar la UNMISS i va establir la prioritats del seu mandat cap a:
- la protecció dels civils,
- la vigilància dels drets humans,
- el suport a la prestació de l'assistència humanitària,

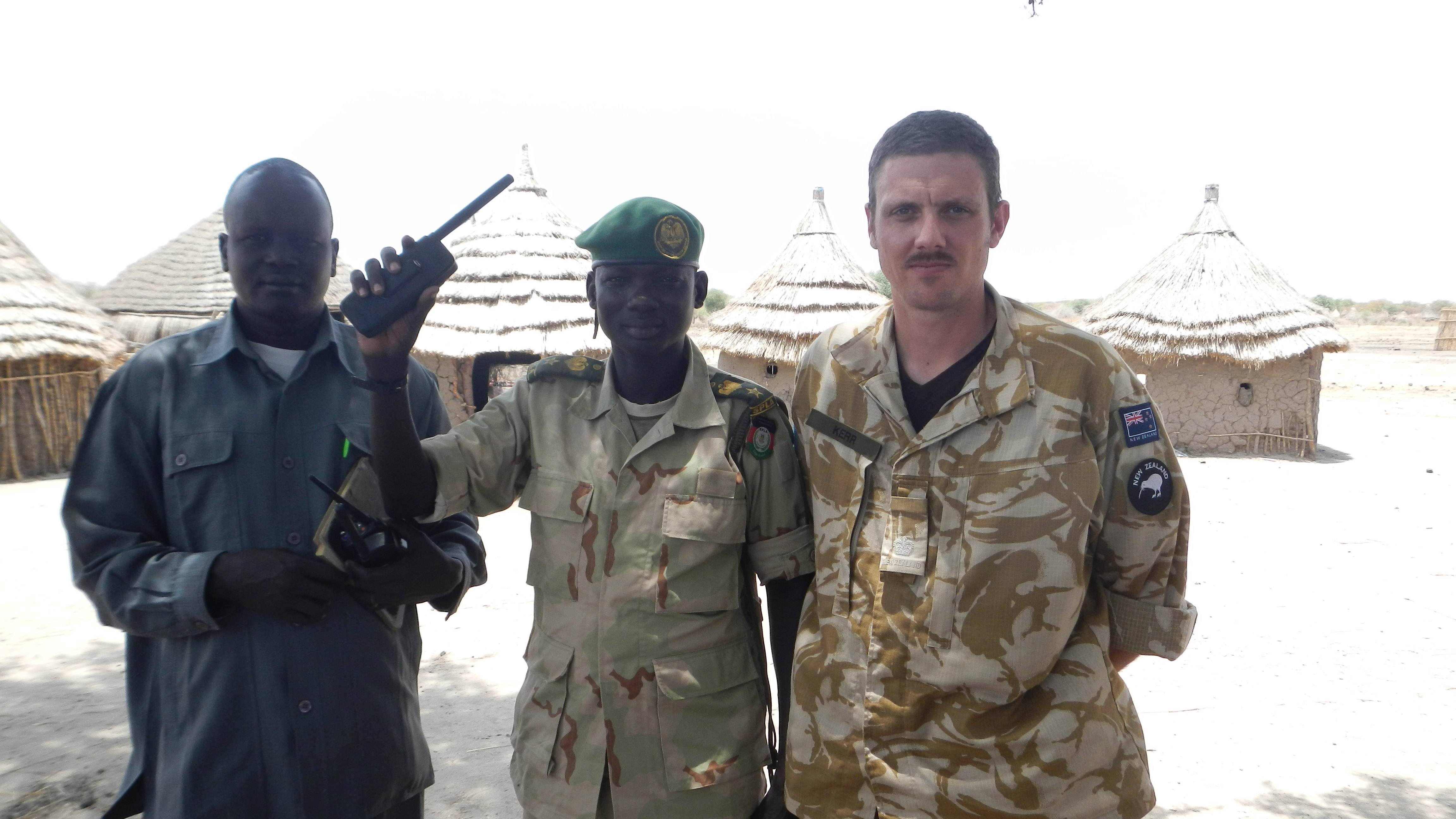
Oficial neozelandès de la UNMISS amb un membre del Moviment d'Alliberament del Poble Sudanès i un civil en març de 2012.

- l'aplicació de l'Acord de Cessament d'hostilitats.

## Països integrants
La Resolució 2132 del Consell de Seguretat de les Nacions Unides (24 de desembre de 2013) va autoritzar un component militar de fins a 12.500 efectius i un component policial de fins a 1.323 efectius.
Índia ha proporcionat 2.237 tropes; el Comandant de la Força Adjunta és el General de Brigada de l'Índia, Asit Mistry, mentre que el comandant de la força és el comandant general de Ghana, Delali Johnson Sakyi. Un altre que va proporcionar tropes fou Austràlia, Bangladesh, Belarus, Benín, Bolívia, Brasil, Cambodja, Canadà, Xina, Dinamarca, Egipte, El Salvador, Fiji, Alemanya, Ghana, Guatemala, Guinea, Índia, Kirguizstan, Mali, Mongòlia, Namíbia, Nepal, Països Baixos, Nova Zelanda, Nigèria, Noruega, Papua Nova Guinea, Paraguai, Perú, Polònia, Romania, Rwanda, Sri Lanka, Suècia, Suïssa, Timor -Leste, Togo, Uganda, Ucraïna, Regne Unit, República Unida de Tanzanía, Estats Units, Vietnam, Iemen, Zàmbia i Zimbàbue.
La policia està formada per efectius d'Albània, Argentina, Bangladesh, Bòsnia i Hercegovina, Brasil, Canadà, Xina, El Salvador, Etiòpia, Fiji, Finlàndia, Gàmbia, Alemanya, Ghana, Índia, Kenya, Kirguizstan, Malàisia, Namíbia, Nigèria, Noruega, Filipines, Rússia, Samoa, Senegal, Sierra Leone, Sud-àfrica, Sri Lanka, Suècia, Suïssa, Tailàndia, Turquia, Uganda, Ucraïna, Zàmbia i Zimbàbue.

## Efectius
Efectius autoritzats: 16.147 en total; inclou:
- Personal uniformat: 13.723
- Soldats: 12.111
- Personal militar: 185
- Policies: 1.427
- Personal civil: 1.973
- Personal civil internacional: 787
- Personal civil local: 1.215
- Voluntaris de l'ONU: 405

## Comandament
- Representant Especial del Secretari General: David Shearer (Nova Zelanda)
- Representant Especial Adjunt del Secretari General per a Afers Polítics: Raisedon Zenenga (Zimbàbue)
- Representant Especial Adjunt del Secretari General, Coordinador Resident de l'ONU i Coordinador Humanitari i Representant Resident del UNDP: Toby Lanzer (Regne Unit)
- Comissari de Policia: Fred Yiga (Uganda)
- Comissionat de la policia adjunta: Sanjay Kundu (Índia)
- Comandant de la Força Adjunt: Brigadier Asit Mistry (Índia)

## Comandants militars
| No. | Nom                                       | Nationalitat    | Inici        | Fi           | Notes |
| --- | ----------------------------------------- | --------------- | ------------ | ------------ | --- |
| 1   | Maj. Gen. Moses Bisong Obi                | Nigèria         | 9 July 2011  | 18 Nov. 2012 | Antic comandant de la Missió de les Nacions Unides al Sudan (UNMIS).                                             |
| 2   | Maj. Gen. Delali Johnson Sakyi            | Ghana           | 11 Des. 2012 | 9 Juny 2014  | |
| 3   | Lt. Gen. Yohannes Gebremeskel Tesfamariam | Etiòpia         | July 2014    | 17 Juny 2016 | Antic cap de missió i comandant de la Força Provisional de Seguretat de les Nacions Unides per a Abyei (UNISFA). |
| 4   | Lt. Gen. Johnson Mogoa Kimani Ondieki     | Kenya           | Juny 2016    | 1 Nov. 2016  | Destituït del càrrec pel Secretari General.                                                                      |
| 5   | Maj. Gen. Chaoying Yang                   | R.P. de la Xina | 3 Nov. 2016  | Abril 2017   | Actual Segon Comandant de la força.                                                                              |
| 6   | Lt. Gen. Frank Mushyo Kamanzi             | Ruanda          | Abril 2017   | en el càrrec | Antic comandant de la Operación Híbrida de la Unió Africana i les Nacions Unides al Darfur (UNAMID).             |